# Agardhiella
Agardhiella, rod crvenih algi iz porodice Solieriaceae, dio reda Gigartinales. Postoji pet priznatih vrsta, od kojih je tipična Agardhiella subulata.
Sve vrste ovog roda su morske.

## Vrste
1. Agardhiella coulteri (Harvey) Setchell
2. Agardhiella floridana (Kylin) P.W.Gabrielsen ex Guimarães & Oliviera
3. Agardhiella mexicana E.Y.Dawson
4. Agardhiella ramosissima (Harvey) Kylin
5. Agardhiella subulata (C.Agardh) Kraft & M.J.Wynne